# Baltisk
Baltisk (rus: Балти́йск) és una població russa de l'óblast de Kaliningrad. Fins a la Segona Guerra Mundial formava part de la Prússia Oriental alemanya i era coneguda amb el nom alemany de Pillau (polonès: Piława; lituà: Piliava).
Està situat a l'extrem sud-oest de la península de Sàmbia, a l'estret on la llacuna del Vístula s'uneix amb la mar Bàltica. És la població més occidental de Rússia. És un port important i la principal base naval de la Flota Bàltica de l'Armada Russa. El seu gran valor estratègic per a les Forces Armades Russes és que és l'únic port que tenen al Bàltic que es manté lliure de glaç durant tot l'any en comparació amb Kronstadt (a Sant Petersburg).

## Fills il·lustres
- Karl Heinrich Barth (1847-1922), pianista i musicòleg.